# Ferrovia San Gallo-Gais-Appenzello
La ferrovia San Gallo–Gais–Appenzello (in tedesco, Sankt Gallen–Gais–Appenzell) è una ferrovia della Svizzera a scartamento metrico, con tratte a cremagliera, del gruppo Appenzeller Bahnen. Venne aperta al traffico nel 1889.

## Storia
I primi progetti per una linea su rotaia tra il Mittelland appenzellese e San Gallo risalgono al 1882, e riguardavano una tranvia con scartamento 750 mm posta sulla strada tra San Gallo e Gais. Rivisto il progetto, con l'adozione dello scartamento metrico e di alcune tratte in sede propria, il 7 settembre 1887 si costituì a San Gallo la società Appenzeller Strassenbahngesellschaft (ASt), nata per costruire ed esercitare la linea. I lavori di costruzione iniziarono nel settembre 1887, e vennero rallentati da alcune frane a Teufen.
Il 1º ottobre del 1889 entrò in servizio la tratta San Gallo-Gais, parzialmente a cremagliera (in particolare la tratta della Ruckhalde, nei pressi di San Gallo, con pendenza del 90 per mille e in curva, con raggio minimo 30 metri). Per l'apertura della linea erano state acquistate tre locomotive a vapore costruite dalla SLM su progetto dell'ingegner Adolf Klose per circolare sia sulle tratte a cremagliera che ad aderenza normale, 13 carrozze passeggeri (costruite dalle Ferrovie Svizzere Unite), 8 carri merce chiusi ed altrettanti aperti; una quarta locomotiva venne acquistata nel 1890
Nel 1902 venne ottenuta dalle autorità federali la concessione per il prolungamento della tranvia da Gais ad Appenzello, dove si sarebbe allacciata alla linea da Winkeln; la tratta, che comprendeva un viadotto sul fiume Sitter di 296 metri, entrò in funzione il 1º luglio 1904. Per l'esercizio della tratta Gais-Appenzello vennero acquistate due locomotive a vapore tipo Klose a quattro assi (rodiggio 1B1), cui se ne aggiunsero altre due nel 1909.
Il 22 gennaio 1931 la linea venne elettrificata a corrente continua a 1500 volt: a tal fine vennero acquistate cinque elettromotrici a carrelli realizzate da SLM, SIG e BBC, che permisero di ridurre il tempo di percorrenza della San Gallo-Appenzello da 76 a 66 minuti.
Nel 1930 l'ASt aveva cambiato la propria ragione sociale in Elektrische Bahn St. Gallen-Gais-Appenzell il cui acronimo divenne SGA. Il 29 dicembre 1949 (con effetto retroattivo al 1º gennaio 1948) la SGA assorbì la Altstätten-Gais-Bahn (AG), concessionaria dell'omonima linea, nell'ambito della legge federale del 1939 sull'aiuto alle ferrovie, che forniva aiuto finanziario alle stesse a condizione di una fusione tra società: la SGA mutò ragione sociale in St. Gallen-Gais-Appenzell-Altstätten-Bahn.
Con contratto di fusione del 2 dicembre 1988 (con effetto retroattivo dal 1º gennaio) la SGA si è fusa con l'Appenzeller-Bahn-Gesellschaft (AB) la quale cambiò ragione sociale in Appenzeller Bahnen. Le due società condividevano la direzione dal 1970. Oggi la linea è classificata come S22 nella rete celere di San Gallo.
Dal 9 dicembre 2018 la linea è stata raccordata con la vicina ferrovia San Gallo-Trogen, permettendo l'effettuazione di corse tra Trogen ed Appenzello (Durchmesserlinie), con la costruzione di una galleria (Ruckhaldetunnel) che ha permesso di eliminare l'ultima sezione a cremagliera rimasta sulla linea. La linea è stata ulteriormente deviata nei pressi dello scalo merci di San Gallo a partire da fine 2021.

## Caratteristiche
La linea, a scartamento metrico, è lunga 19,9 km ed è elettrificata a corrente continua con la tensione di 1.500 V. La pendenza massima della linea è dell'80 per mille, il raggio minimo di curva di 30 metri.

### Percorso
| Continuation backward |

| Station on track |

| Unknown route-map component "CONTgq" | Unknown route-map component "ABZgr" |  |

| Unknown route-map component "hKRZWae" |

|  | Unknown route-map component "eABZgl" | Unknown route-map component "exSTR+r" |

|  | Straight track | Unknown route-map component "exSTR+Za" |

|  | Unknown route-map component "STRo" | Unknown route-map component "exSTR+Z" |

|  | Straight track | Unknown route-map component "exSTR+Ze" |

|  | Unknown route-map component "eABZg+l" | Unknown route-map component "exSTRr" |

| Stop on track |

|  | Station on track |

| Unknown route-map component "eSTR+Za" |

| Unknown route-map component "eSTR+Ze" |

| Unknown route-map component "STR+GRZq" |

| Unknown route-map component "CONTgq" | Unknown route-map component "ABZg+r" |  |

| Station on track |

| Stop on track |

| Stop on track |

| Unknown route-map component "eSTR+Za" |

| Unknown route-map component "eSTR+Ze" |

| Station on track |

| Station on track |

| Unknown route-map component "STRo" |

| Unknown route-map component "eSTR+Za" |

| Unknown route-map component "eSTR+Ze" |

| Unknown route-map component "mKBHFea" |

| Unknown route-map component "eSTR+Za" |

| Unknown route-map component "eSTR+Ze" |

| Stop on track |

| Stop on track |

| Station on track |

| Unknown route-map component "eSTR+Za" |

| Unknown route-map component "eSTR+Ze" |

| Station on track |

| Unknown route-map component "eSTR+Za" |

| Unknown route-map component "eSTR+Ze" |

| Unknown route-map component "KMW" |

| Unknown route-map component "STR+GRZq" |

| Non-passenger station/depot on track |

|  | Unknown route-map component "eABZgl" | Unknown route-map component "exSTR+r" |

|  | Straight track | Unknown route-map component "exHST" |

|  | Stop on track | Unknown route-map component "exSTR" |

|  | Unknown route-map component "tSTRa" | Unknown route-map component "exSTR+Za" |

|  | Unknown route-map component "tSTR" | Unknown route-map component "exSTR+Z" |

|  | Unknown route-map component "tSTRe" | Unknown route-map component "exSTR+Ze" |

|  | Unknown route-map component "eABZg+l" | Unknown route-map component "exSTRr" |

|  | Unknown route-map component "exSTR+l" | Unknown route-map component "eABZgr" | Unknown route-map component "STR+l" | Unknown route-map component "CONTfq" |

| Unknown route-map component "exSTR" | Station on track | Straight track |

| Unknown route-map component "exSTR" | Straight track | Straight track |

| Unknown route-map component "exSTRl" | Unknown route-map component "eABZg+r" | Straight track |

|  | Unknown route-map component "SKRZ-Yu" | Unknown route-map component "SKRZ-Yu" |

| Unknown route-map component "exSTR+l" | Unknown route-map component "eABZgr" | Straight track |

| Unknown route-map component "exSTR" | Track change | Straight track |

| Unknown route-map component "exKBHFe" | Unknown route-map component "mKBHFea" | Straight track |

| 0,00 |
| 0,00 |

|  | Urban straight track | Station on track |

|  | Unknown route-map component "ueDST" | Straight track |

|  |  | Urban straight track | One way leftward | Unknown route-map component "CONTfq" |

| Unknown route-map component "uCONTf" |

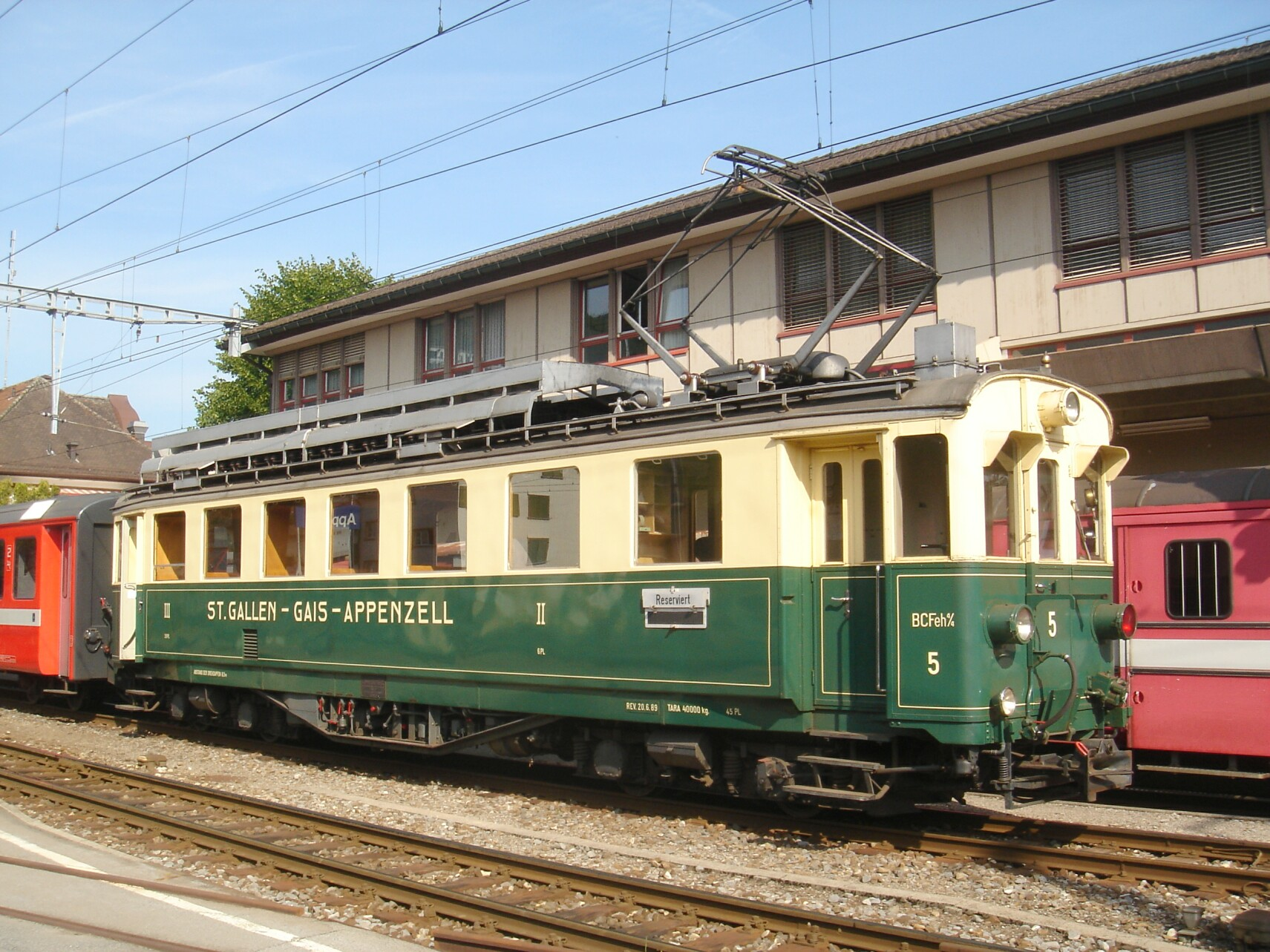
Elettromotrice storica della ferrovia

Dall'aprile 1914 la linea parte dalla cosiddetta Nebenbahnof a San Gallo, accanto alla stazione principale, insieme alla ferrovia San Gallo-Trogen. Da San Gallo si dirige verso sud, sottopassando dal 2018 la Ruckhalde e lasciando di lì a poco il canton San Gallo per il canton Appenzello Esterno. Viene quindi seguita la strada principale 447, toccando Teufen e Bühler fino a Gais, località da cui si dirama la linea per Altstätten. Superata Gais si entra nel canton Appenzello Interno, correndo paralleli alla strada principale 448 fino a Hirschberg; viene quindi attraversato il fiume Sitter con un viadotto prima di terminare la corsa nella stazione di Appenzello.